# Moliki książkowe
Moliki książkowe (znane również jako Moliki książkowe, czyli co czytać dziecku) – audycja telewizyjna dla dzieci emitowana w latach 2005–2012 przez TVP1 i powtarzana przez TVP Polonia i TVP Kultura. Pomysłodawcą programu była Małgorzata Berwid, która wcześniej współtworzyła program Ciuchcia.
Program promował kampanię Cała Polska czyta dzieciom. Głównymi bohaterami były dwa mole książkowe – Molinka i Molik – które w każdym programie przedstawiały kilka książek dla dzieci do przeczytania. Jednym ze sposobów było czytanie fragmentu jednego z polecanych dzieł i przerywanie lektury w najciekawszym momencie.
Dzień emisji programu ulegał zmianom. Początkowo program był emitowany w soboty, później został przeniesiony na niedzielę, jako część Teleranka, aby znowu powrócić jako osobny program, nadawany już do końca emisji w piątki.
W przeciągu 7 lat zrealizowano blisko 100 wydań programu.

## Bohaterowie programu
- Molinka (Monika Dworakowska-Babula) – współprowadząca program, siostra Molika. Początkowo była szarym molem noszącym sukienkę. W wyniku czarów dokonanych w odcinku z udziałem Maćka Pola Molinka przybrała kolor niebieski. Miłośniczka książek, początkowo musiała chronić zbiory Biblioteki Miejskiej na warszawskiej Starówce przed swoim bratem. Jednocześnie zachęcała go do czytania książek. W 2010 roku program przeniósł się do kuzynów Molika i Molinki, noszących te same imiona. Jej imienniczka miała różowe futerko i jasnoróżowy pyszczek.
- Molik (Beata Perzyna) – drugi współprowadzący, brat Molinki. Podobnie jak siostra był początkowo szarym molem noszącym spodnie na szelkach. Po odcinku z udziałem Maćka Pola zmienił kolor na ciemny róż. W pierwszym roku nadawania programu Molik pożerał książki i nie miał zamiaru ich czytać. Dopiero po pewnym czasie stał się ich miłośnikiem jak Molinka. Kuzyn-imiennik Molika ma futerko w kolorze zielonym i nosi ciemne spodenki.
- Tęskniaczek – postać animowana, długouchy, fioletowy królik. Przyjaciel Molików. Lubi marzyć i śpiewać piosenki. Podobnie jak Molik i Molinka interesuje się nowymi książkami.
- Szuracz – lubiący płatać psikusy mieszkaniec bibliotekowych regałów. Uważa swoje kawały za śmieszne, choć często tylko on jest z nich zadowolony. Nikt nigdy nie widział Szuracza. Mimo swoich wybryków i żartów, również jest przyjacielem Molików.
- Rezolutny Bodzio (Rafał Bryndal) – złośliwy chochlik drukarski, który zamieszkał w molikowej bibliotece w 2009 roku. Nie ujawniając się, płata psikusy Molikom i ich przyjaciołom. Molik i Molinka o istnieniu Bodzia dowiedzieli się dopiero z listów nadesłanych przez dzieci oglądające program.
- Hop i Bęc – podpórki na książki, zamieszkujące bibliotekę kuzynów Molika i Molinki.

## Twórcy
- Autor i scenarzysta: Małgorzata Berwid
- Reżyseria: Cezary Iber
- Aktorzy: Monika Dworakowska-Babula, Beata Perzyna, Rafał Bryndal